# Piatra (Teleorman)
Pour les articles homonymes, voir Piatra.
Piatra est une commune du județ de Teleorman en Roumanie.